# Prunus emarginata
Prunus emarginata — вид квіткових рослин із підродини мигдалевих (Amygdaloideae).

## Біоморфологічна характеристика
Це листопадне невелике дерево чи кущ, що досягає від одного до шести метрів у висоту і часто утворює густі зарості. Гілочки голі чи запушені. Листки опадні; ніжка 3–12 мм, гола чи волосиста; пластинки еліптична, довгаста, зворотноланцетна чи оберненояйцеподібна, (1.5)2–6(8) × 1–3(4.2) см, краї від городчастих до зазубрених, зубці тупі, залозисті, верхівка зазвичай округла до тупої, рідше гостра, поверхні голі чи запушені, абаксіальна (низ) часто більш волосиста. Суцвіття — (3)6–12-квіткові, щитки чи китиці. Квіти розпускаються після появи листя; гіпантій оберненоконічний, 2.5–3 мм, зовні голий чи запушений; чашолистки відігнуті, довгасті, 1.5–2 мм, краї цілі, поверхні зазвичай голі, іноді волосисті абаксіально; пелюстки білі, від еліптичних до оберненояйцеподібних, 3–8 мм. Кістянки яскраво-червоні, від кулястих до яйцеподібних, 7–14 мм, голі; мезокарпій м'ясистий; кісточки еліпсоїдні, не сплющені.

## Поширення, екологія
Ареал: Канада (Британська Колумбія); Мексика (Нижня Каліфорнія); США (Вайомінг, Вашингтон, Аризона, Каліфорнія, Айдахо, Монтана, Невада, Нью-Мексико, Орегон, Юта). Зустрічається в різноманітних середовищах існування, включаючи гірські чагарники, лісисті та прибережні місця.

## Використання
Корінні американці використовували цей вид у медичних цілях, зокрема для лікування екземи, хвороб серця, застуди та туберкульозу. Його також використовують для меліорації та боротьби з ерозією. Крім того, вид належить до вторинного генофонду черешні P. avium, тому її можна використовувати як донор генів для покращення врожаю, зокрема для надання черешні стійкості до хвороб.

## Загрози й охорона
Цей вид сприйнятливий до шкідників, включаючи попелицю, свердлильників і гусениць, він також сприйнятливий до грибків стовбурової та кореневої гнилі. Крім того, надмірний випас оленями в дикій природі зменшує покриття видом. Вид зустрічається на природоохоронних територіях.

## Галерея

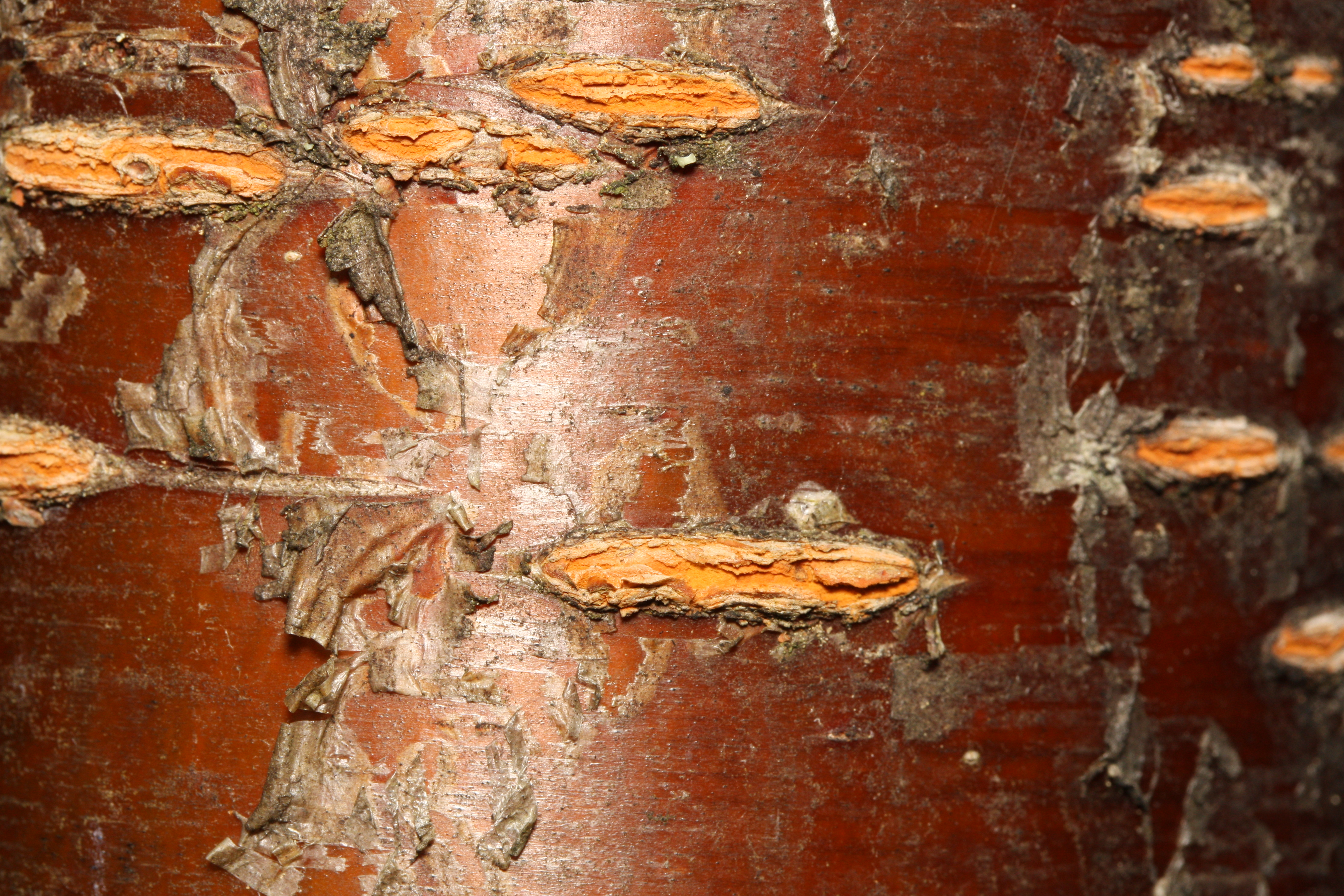
кора
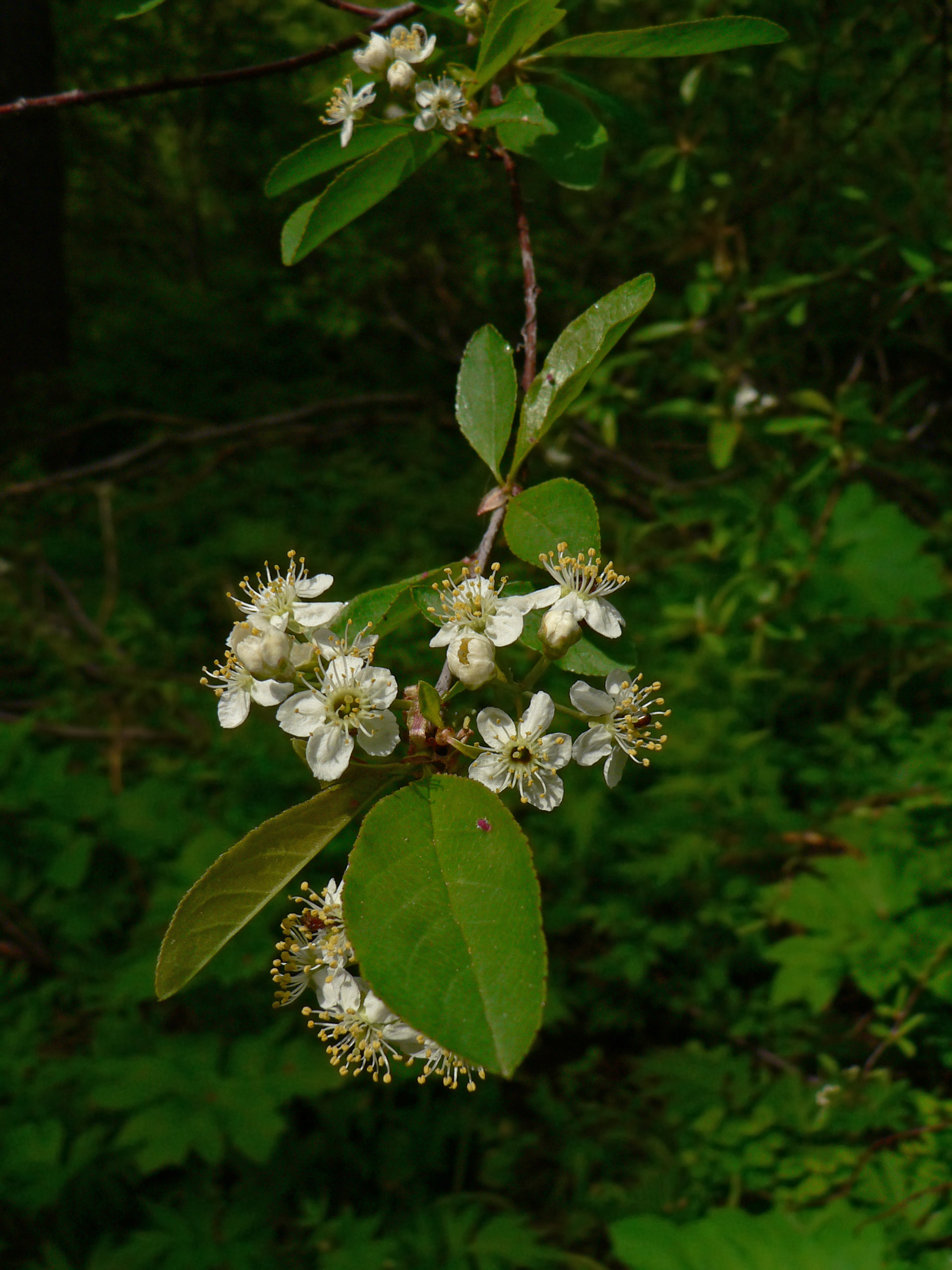
листки та квіти
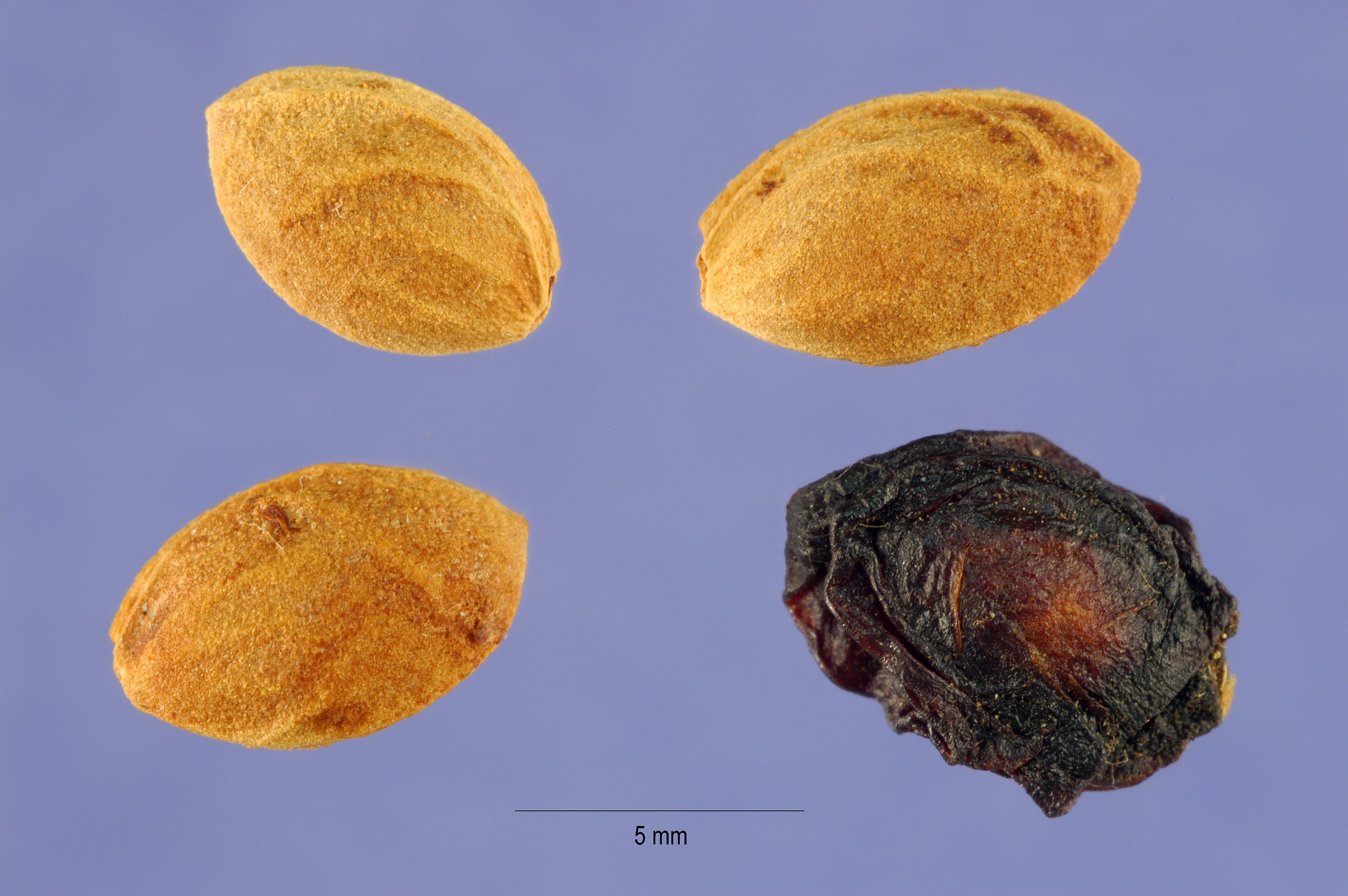
насіння